# Hrvatski Radio 2
Hrvataski radio drugi program je deo nacionalne medijske kuće HRT (Hrvatske Radio Televizije) sa sedištem u Zagrebu.

## Isotrijat

### Kraljevina Jugoslavija
Temelji radiodifuziji u Hrvatskoj postavljeni su 1924. godine kada je grupa uglednih intelektualaca osnovala Radio klub Zagreb. Za predsednika kluba je izabran astronom i fizičar dr. Oton Kučera. Radio-klub je imao 136 članova: 124 Zagrepčana i 12 članova iz drugih hrvatskih gradova. Izdavao je i časopis "Radio-šport" koji je imao važnu ulogu u popularizaciji radiodifuzije. Nakon dvogodišnjih napora, članovi Radio kluba su uspeli pribaviti koncesiju i druge državne dozvole te osnovati Radio stanicu Zagreb. Emitovanje je počelo 15. maja 1926. hrvatskom himnom i najavama direktora dr. Ive Sterna i spikerke Božene Begović u 20.30 sati na srednjem talasu od 350 metara. Od tada je stanica kontinuirano emitovala program. Na području tadašnje Zagrebačke direkcije pošta i telegrafa bilo je registrovano tek pedesetak radioprijemnika.
U sezoni 1927/28. telefonskim vodom preko Beča stanica se pridruživala u zajedničke emisije "Mreže srednjevropskih stanica" (Beč, Prag, Varšava, Budimpešta i druge), a u maju 1928. primljena je za punopravnog člana UIR-a (Union Internationale de Radiodifusion) u Ženevi, zastupajući ondašnju Kraljevinu SHS, u kojoj, kao ni u ostalim državama na prostoru jugoistočne Europe, tada još nisu postojale druge radiodifuzne stanice. Prvih 14 godina rada Radio stanica Zagreb bila je u privatnom vlasništvu deoničarskog društva Radio Zagreb. 1. maja 1940. Radio Zagreb je nacionalizovala Banovina Hrvatska.

### Nezavisna Država Hrvastka
Preko Radija Zagreb Slavko Kvaternik je 10. aprila 1941. proglasio uspostavu NDH. Tokom NDH Radio Zagreb je postao osnova na kojoj je nastala mreža radio stanica Hrvatski krugoval. U to vreme Radio Zagreb se zvao Državna krugovalna postaja Zagreb.

### Jugoslavija
Posle 1945. Radio Zagreb deluje kao državno preduzeće, a kasnije društveno i javno preduzeće, kao deo RTV Zagreb i član JRT-a, RTV Zagreb 1990. godine menja ime u HTV, nedugo zatim u HRTV i na kraju HRT, to ime je zadržala do danas. Za vreme rata u Hrvatskoj 80 % predajnika biva uništeno ili devastirano, kao i centralni predajnik na Sljemenu. Godine 1992. godine većina predajnika je obnovljena te godine zvanično istupaju iz JRT-a.

## Danas
Danas drugi radio program HRT-a emituje sa preko 70. zemaljskih odašiljača koji pokrivaju celu teritoriju Hrvatske, kao i teritorije okolnih zemalja Srbije, Slovenije, Crne Gore, Italije, Austrije, Bosne i Hercegovine i Madjarske. Putem satelita i interneta se čuje u celom svetu.
Radio takodje i koristi i moderne tehnologije kao što je RDS (sitem prenosa digitalnih podataka kroz mrežu ultra-kratkih talasa, naziv stanice i program koji se trenutno emituje) u sklopu kojeg je i radio tekst (RADIO TEXT) gde idu podaci o stanici sa brojem telefona, kao i informacija o tačnom vremenu CT (clock time).
Drugi program hrvatskog radija svoj program je bazirao na domaćoj i stranoj pop muzici, najvažnijim vestima i servisnim informacijama koje se zajedno izveštajem HAK-a (Hrvatskog auto kluba) emituju na hrvatskom, nemačkom, italijanskom i engleskom na svakih pola sata, kao i prenosima sportskih dešavanja.

## Spoljašnje veze
- Zvanični veb-sajt HRT-a